# 海南半边莲
海南半边莲（学名：Lobelia hainanensis）为桔梗科半边莲属下的一个种。其种加词“hainanensis”意为“海南的”。